# All-Star tým 1. české hokejové ligy
All-Star tým je individuální ocenění pro nejlepší sestavu v 1. české hokejové ligy. Toto ocenění se uděluje z iniciativy webu Hokej.cz od sezony 2018/2019. O zvolení nejideálnější sestavy rozhoduje hlasování sportovních manažerů ze všech klubů 1. ligy.

## Seznam
| Sezóna    | Pozice          | Jméno             | Tým                        |
| --------- | --------------- | ----------------- | -------------------------- |
| 2018/2019 | Brankář         | Lukáš Klimeš      | HC Zubr Přerov             |
| 2018/2019 | Obránce         | Ondřej Slováček   | VHK ROBE Vsetín            |
| 2018/2019 | Obránce         | Jiří Říha         | Rytíři Kladno              |
| 2018/2019 | Levé křídlo     | Ladislav Zikmund  | Rytíři Kladno              |
| 2018/2019 | Střední útočník | Marek Račuk       | LHK Jestřábi Prostějov     |
| 2018/2019 | Pravé křídlo    | Luboš Rob         | VHK ROBE Vsetín            |
| 2019/2020 | Brankář         | Lukáš Klimeš      | HC Zubr Přerov             |
| 2019/2020 | Obránce         | Patrik Marcel     | HC Stadion Litoměřice      |
| 2019/2020 | Obránce         | Pavel Pýcha       | ČEZ Motor České Budějovice |
| 2019/2020 | Levé křídlo     | Daniel Voženílek  | HC Stadion Litoměřice      |
| 2019/2020 | Střední útočník | Roman Pšurný      | HC Zubr Přerov             |
| 2019/2020 | Pravé křídlo    | Tomáš Šmerha      | HC Slavia Praha            |
| 2020/2021 | Brankář         | Pavel Jekel       | SK Horácká Slavia Třebíč   |
| 2020/2021 | Obránce         | Jakub Husa        | SC Marimex Kolín           |
| 2020/2021 | Obránce         | Zachary Frye      | Rytíři Kladno              |
| 2020/2021 | Levé křídlo     | Tomáš Čachotský   | HC Dukla Jihlava           |
| 2020/2021 | Střední útočník | Tomáš Plekanec    | Rytíři Kladno              |
| 2020/2021 | Pravé křídlo    | Matěj Beran       | HC Stadion Litoměřice      |
| 2021/2022 | Brankář         | Jakub Málek       | VHK ROBE Vsetín            |
| 2021/2022 | Obránce         | Jan Pohl          | HC Baník Sokolov           |
| 2021/2022 | Obránce         | Daniel Krejčí     | HC Slavia Praha            |
| 2021/2022 | Levé křídlo     | Tomáš Čachotský   | HC Dukla Jihlava           |
| 2021/2022 | Střední útočník | Jan Veselý        | SC Marimex Kolín           |
| 2021/2022 | Pravé křídlo    | Luboš Rob         | VHK ROBE Vsetín            |
| 2022/2023 | Brankář         | Daniel Huf        | PSG Berani Zlín            |
| 2022/2023 | Obránce         | Daniel Gazda      | PSG Berani Zlín            |
| 2022/2023 | Obránce         | Antonín Bořuta    | SK Horácká Slavia Třebíč   |
| 2022/2023 | Levé křídlo     | Lukáš Žálčík      | Draci Pars Šumperk         |
| 2022/2023 | Střední útočník | Denis Kindl       | PSG Berani Zlín            |
| 2022/2023 | Pravé křídlo    | Martin Dočekal    | SK Horácká Slavia Třebíč   |
| 2023/2024 | Brankář         | Michal Postava    | HC Zubr Přerov             |
| 2023/2024 | Obránce         | Tomáš Hanousek    | LHK Jestřábi Prostějov     |
| 2023/2024 | Obránce         | Antonín Bořuta    | SK Horácká Slavia Třebíč   |
| 2023/2024 | Levé křídlo     | Luboš Rob         | VHK ROBE Vsetín            |
| 2023/2024 | Střední útočník | Vojtěch Střondala | HC RT TORAX Poruba 2011    |
| 2023/2024 | Pravé křídlo    | Martin Dočekal    | SK Horácká Slavia Třebíč   |
| 2024/2025 | Brankář         | Adam Beran        | HC Dukla Jihlava           |
| 2024/2025 | Obránce         | Matěj Stříteský   | VHK ROBE Vsetín            |
| 2024/2025 | Obránce         | Jiří Krisl        | HC Zubr Přerov             |
| 2024/2025 | Levé křídlo     | Tomáš Čachotský   | HC Dukla Jihlava           |
| 2024/2025 | Střední útočník | Pavel Klhůfek     | VHK ROBE Vsetín            |
| 2024/2025 | Pravé křídlo    | Martin Dočekal    | SK Horácká Slavia Třebíč   |